# Minskaje Mora
Minskaje Mora (biał. Мінскае Мора, ros. Минское Море) – przystanek kolejowy w miejscowości Kaczyn, w rejonie mińskim, w obwodzie mińskim, na Białorusi.
Nazwa pochodzi od Zalewu Zasławskiego zwanego potocznie mińskim morzem.